# Liste des députés bruxellois (2004-2009)
Pour les articles homonymes, voir Liste des députés bruxellois.
Liste des députés pour la législature 2004-2009 au parlement bruxellois. Ils siègent du 29 juin 2004 au 7 juin 2009 et se composent de 72 députés francophones et 17 députés néerlandophones.
Parmi ceux-ci, 19 font aussi partie du parlement de la Communauté française de Belgique.

## Liste par groupe au parlement

### Groupe linguistique francophone (72)

#### Parti SocialistePS (26)
1. Mohamed Azzouzi, 3e vice-président
2. Sfia Bouarfa
3. Michèle Carthé (Bourgmestre)
4. Mohammadi Chahid remplace Françoise Dupuis[1]
5. Mohamed Daif, secrétaire
6. Jacques De Coster (16.9.2005) remplace Joseph Parmentier (†) qui remplaçait Karine Lalieux[2]
7. Willy Decourty (Bourgmestre)
8. Magda De Galan (Bourgmestre)
9. Amina Derbaki Sbaï
10. Bea Diallo
11. Ahmed El Ktibi
12. Nadia El Yousfi
13. Isabelle Emmery
14. Julie Fiszman remplace Freddy Thielemans
15. Véronique Jamoulle
16. Mohamed Lahlali
17. Alain Leduc remplace Charles Picqué[1]
18. Rachid Madrane
19. Anne-Sylvie Mouzon remplace Emir Kir[1]
20. Emin Ozkara, secrétaire
21. Olivia P'tito remplace Fadila Laanan[1]
22. Mahfoudh Romdhani
23. Fatiha Saidi
24. Anne Swaelens (18.01.2008) remplace Carine Vyghen (MR) (†)
25. Eric Tomas, président du parlement
26. Rudi Vervoort (Bourgmestre), président de groupe

#### Mouvement RéformateurMR (24)
1. Françoise Bertieaux remplace Frédérique Ries[3]
2. Michel Colson remplace François-Xavier de Donnea[2]
3. Olivier de Clippele
4. Yves de Jonghe d'Ardoye d'Erp, secrétaire
5. Serge de Patoul
6. Alain Destexhe
7. Vincent De Wolf (Bourgmestre)
8. Willem Draps (Bourgmestre), secrétaire
9. Dominique Dufourny remplace Corinne De Permentier[2]
10. Mustapha El Karouni remplace Jacques Simonet (†)
11. Nathalie Gilson
12. Didier Gosuin (Bourgmestre), 2e vice-président
13. Michèle Hasquin-Nahum
14. Marion Lemesre, 4e vice-président
15. Isabelle Molenberg
16. Martine Payfa (Bourgmestre)
17. Caroline Persoons
18. Philippe Pivin (Bourgmestre)
19. Souad Razzouk
20. François Roelants du Vivier remplace Bernard Clerfayt[1]
21. Jacqueline Rousseaux
22. Françoise Schepmans, présidente de groupe
23. Viviane Teitelbaum
24. Alain Zenner remplace Eric André (†)

#### Centre démocrate humanisteCdh (11)
1. Danielle Caron (transfuge du MR)
2. Julie de Groote
3. Stéphane de Lobkowicz
4. Benoit Cerexhe[1] remplacé par Hervé Doyen (Bourgmestre)
5. André du Bus de Warnaffe
6. Clotilde Nyssens[2] remplacée par Hamza Fassi-Fihri
7. Joëlle Milquet[1] remplacée par  Céline Fremault
8. Francis Delpérée[4] remplacé par Denis Grimberghs, président du groupe
9. Bertin Mampaka Mankamba
10. Fatima Moussaoui
11. Joël Riguelle (Bourgmestre), secrétaire

#### Ecolo(7)
1. Dominique Braeckman
2. Evelyne Huytebroeck[1] remplacée par Alain Daems, secrétaire
3. Céline Delforge
4. Christos Doulkeridis
5. Josy Dubie
6. Paul Galand
7. Yaron Pesztat, président du groupe

#### Front nationalFN (4)
1. Paul Arku
2. Audrey Rorive
3. Patrick Sessler
4. Christiane Van Nieuwenhoven

### Groupe linguistique néerlandophone (17)

#### Vlaams Belang(5)
1. Johan Demol, président du groupe
2. Frederic Erens, secrétaire
3. Lootens-Stael Dominiek, secrétaire
4. Greet Van Linter[5] remplacée par Erland Pison
5. Valérie Seyns

#### Christen-Democratisch en Vlaams(3)
1. Jos Chabert, secrétaire
2. Brigitte De Pauw
3. Brigitte Grouwels[1] remplacée par Walter Vandenbossche, présidente de groupe

#### SP.a-Spirit(3)
1. Fouad Ahidar (Sp.a, ex-Spirit)
2. Pascal Smet[1] remplacé par Jan Beghin, 1er vice-Président (Sp.a)
3. Marie-Paule Quix, présidente de groupe (Sp.a, ex-Spirit)

#### Open Vlaamse Liberalen en Democraten(4)
1. Els Ampe
2. Guy Vanhengel[1] remplacé par René Coppens, secrétaire
3. Carla Dejonghe
4. Jean-Luc Vanraes, président de groupe

#### Groen!(1)
1. Adelheid Byttebier, présidente de groupe

#### Indépendant (1)
1. Jos Van Assche (élu sur liste Vlaams Blok)